# ديبورا كابلان
ديبورا كابلان (بالإنجليزية: Deborah Kaplan)‏ هي كاتبة سيناريو ومخرجة أمريكية، ولدت في 11 نوفمبر 1970.

## وصلات خارجية
- ديبورا كابلان على موقع IMDb (الإنجليزية)
- ديبورا كابلان على موقع ألو سيني (الفرنسية)
- ديبورا كابلان على موقع ميوزك برينز (الإنجليزية)
- ديبورا كابلان على موقع أول موفي (الإنجليزية)
- ديبورا كابلان على موقع قاعدة بيانات الأفلام السويدية (السويدية)
- ديبورا كابلان على موقع قاعدة بيانات الفيلم (الإنجليزية)
- ديبورا كابلان على موقع كينوبويسك (الروسية)